# Heinrich Müller
Heinrich Müller, mais conhecido pela alcunha Gestapo Müller (28 de abril de 1900 - data de morte desconhecida, mas evidências apontam para o dia 1 de maio de 1945), foi o líder da Gestapo, a polícia secreta da Alemanha Nazista. Planejou e executou milhares de pessoas no Holocausto. Foi visto pela última vez no Führerbunker em Berlim, no dia 1 de maio de 1945, e permanece como um dos poucos líderes nazistas de alto escalão que nunca foram capturados.
De acordo com Johannes Tuchel, diretor do Memorial à Resistência Alemã, Müller morreu um pouco antes do final da guerra: a análise de documentos da época mostra que seu corpo foi sepultado provisoriamente em agosto de 1945 nas proximidades do antigo Reichsluftfahrtministerium, e depois levado para o Cemitério Judaico de Berlim-Mitte.